# Thelotrema trypethelioides
Thelotrema trypethelioides är en lavart som beskrevs av C. Knight ex F.M. Bailey 1884. Thelotrema trypethelioides ingår i släktet Thelotrema och familjen Thelotremataceae.   Inga underarter finns listade i Catalogue of Life.